# 魏火曜
魏 火曜(ぎ かよう、英語: WEI Huo-yang、1908年11月29日－1995年2月6日)は、台湾の医師。国立台湾大学医学部教授、同大学附属病院院長をつとめた。高雄医学大学第2代学長。

## 経歴
1908年、新竹庁生まれ。台北高等学校で学び、1933年に卒業。1937年、東京帝国大学医学部を卒業して医師となる。その後も同大学大学院に進み、1942年に同大学の医学博士号を取得した。医師として小児科を専攻し、卒業後は東京大学医学部助手となった。台湾へ帰国してからは赤十字会台湾支部病院の小児科主任として勤務すると同時に、医療体制の拡充につとめた。
太平洋戦争終結後、1945年11月15日に台北帝国大学が国民政府に接収され、同年12月に国立台湾大学が発足。魏家曜も国立台湾大学医学部教授となり、1947年からは大学附属病院小児科主任となった。1947年、二・二八事件前に国立台湾大学校長に任じられた陸志鵬は、杜聡明(医学部部長、熱帯医学研究所所長、附屬医院院長)を罷免。魏火曜をはじめとする多くの医学部台湾人スタッフが留任を求めて争いとなった。1948年6月1日に荘長恭が学長に交代となると、罷免を受けて離職した杜聰明の医学部長復帰を求めるが、陳礼節が医学部長留任となる。前任学長の傅斯年が病没して1951年2月に銭思亮が学長となったが、再び医学部方針をめぐって杜聰明との間で対立が起こり、1953年に杜聡明が辞職。それに伴い、魏火曜は医学部付属病院院長に任命された。1956年より同大学看護学部主任を兼任。1966年から1967年には第2代高雄医学大学学長(1966年10月～1967年6月)。1968年、中華民国中央研究院第7期院士(生命科学組)に選出。1972年に閻振興が学長に就任すると、医学部付属病院院長から教務長へ転任となり、1979年に定年退職するまでその職をつとめた。
退職後も、1990年から死去する1995年まで中華血液基金会会長を務めるなど社会に貢献した。

## 家族・親族
- 父：魏清徳[4]。
- 妻：顔碧霞。実業家顔国年の娘。
- 長男：魏清徳は記者、作家、翻訳家。